# Bódhidharma
Bódhidharma (sanskrt; čínsky Pchu-tchi-ta-mo, zkr. Ta-mo; japonsky Bodaidaruma, zkr. Daruma, známý také jako Lo Han) byl indický buddhistický mnich, podle tradice jihoindický princ, který se podobně jako Buddha vzdal přepychového světského života. Byl posledním indickým patriarchou zenu (čínsky čchanu), který toto učení přinesl do Číny. Mimoto je také považován za zakladatele kung-fu, jelikož měl mnichům z kláštera Šao-lin předat tělesná cvičení, z kterých se následně toto bojové umění vyvinulo.
Moderní vědci jako Fung Yu-lan a Pelliot naznačují, že příběh o Bódhidharmovi je zbožným výmyslem pozdější doby, kdy škola zen potřebovala historickou autoritu, která by podpořila její tvrzení, že zenová praxe je přímým přenosem zkušenosti od Buddhy samotného. I když někteří historici zpochybňují autentičnost Bódhidharmy jakožto historické osobnosti, existuje mnoho pramenů, které se o Bódhidharmovi zmiňují. Nejvýznamnějšími jsou Záznamy chrámu Luo-jang z roku 547, Životopisy nejvýznačnějších kněží z roku 645, spis Čchuan-fa pao-ťi (Vzácná kronika předávání dharmy) z 8. století anebo Tao-süanův třicetisvazkový spis Ťing-te čchuan-teng-lu (Záznam o předávání světla či Lampa předávaná z ruky do ruky) z roku 1004. Zmiňované prameny poskytují neúplné a někdy rozporné informace, přesto mnoho význačných historiků a buddhologů jako prof. Daisetsu Teitaro Suzuki, Heinrich Dumoulin a Kenneth Ch'en nepochybují o tom, že Bódhidharma byl skutečnou historickou osobností, byť opředenou předivem legend a mýtů.
Tradičně je Bódhidharma zobrazován jako divoce vypadající chlapík s vousy jako strniskem a do široka otevřenýma pronikavýma očima. Pro nedostatek dokumentů však není zcela jasné, jak Bódhidharma vypadal a kým skutečně byl, jedná se proto spíše o postavu spadající do oblasti legend. Výstižně Bódhidharmu tak, jak je popisován v legendách, vystihuje báseň, kterou napsal Lu Jou (1125–1210), slavný básník období dynastie Jižních Sungů (1127–1279):
„Druzí se bouří, já neměním tvář
svíraný touhami, neměním tvář
při moudrostech proroků neměním tvář
já měním se jenom sám pro sebe.“

## Indický princ
Bódhidharma se údajně narodil jako třetí dítě krále Sugandhu z jižní Indie někdy v druhé polovině 5. století. Jeho rodné jméno bylo prý Bódhitara. Podle Denkóroku (Záznamu o předávání světla), textu z přelomu 13. a 14. století, měl ještě dva starší bratry jménem Čandratára a Gunatára. Pocházel z kasty kšatrijů (válečníků), i když některé prameny uvádí, že byl bráhmanem (kasta kněží). Své dětství prožil v malé, ale dynamicky se rozvíjející buddhistické provincii jižně od Madrasu. V dospělosti se vzdal přepychového života indického šlechtice a jako buddhistický mnich se stal žákem 27. indického patriarchy zenu (skt. dhjány) Pradžňádháry (Pradžňátara).
Pradžňadhára mu později předal své učení (tzn. potvrdil hloubku Bódhidharmova duchovního vhledu přinejmenším na stejné úrovni) a Bódhidharma se tak stal 28. indickým patriarchou zenu. Denkóroku zaznamenává následující rozhovor, při němž Bódhidharma potvrdil hloubku svého poznání: Buddhistický mistr Pradžňádhára se zeptal Bódhidharmy: „Která z věcí je bez formy?“ Bódhidharma odpověděl: „Nepočátek je bez formy.“ Pradžňátára se zeptal: „Která z věcí je nejvyšší?“ Bódhidharma odpověděl: „Přirozenost skutečnosti je nejvyšší.“
Podle jedné tradice mu Pradžňdhára uložil, aby po jeho smrti počkal 60 let a teprve pak se vydal do Číny. Podle jiné odlišné verze bylo Bódhidharmovi 60 let, když do Číny dorazil. Každopádně obě verze se neshodují s nejčastěji uváděnými Bódhidharmovými životními daty 470 až 543. Údajně mu měl Pradžňdhára na základě jeho vynikajících schopností a úrovně poznání před jeho odchodem na misi do Číny udělit jméno Bódhidharma.

## Návštěva císaře Wu-tiho

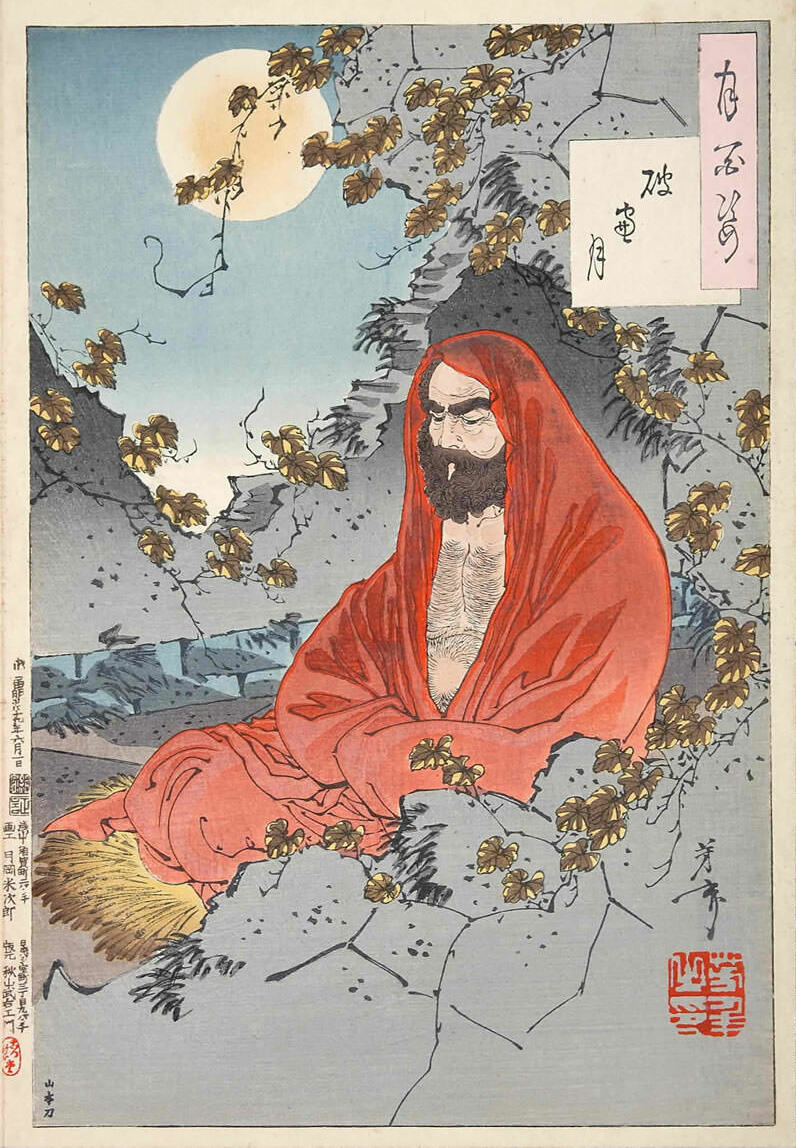
Bódhidharma (Jošitoši, Japonsko, 1887)

Na cestu do Číny se Bódhidharma vydal podle Záznamů chrámu Luo-jang na základě přání svého mistra Pradžňádháry, které mu sdělil na smrtelné posteli. Avšak podle Ťing-te čchuan-teng-lu, čínské sbírky o životě čchanových mistrů z roku 1004, učinil toto rozhodnutí sám Bódhidharma, jelikož byl zarmoucen úpadkem buddhismu za hranicemi Indie.

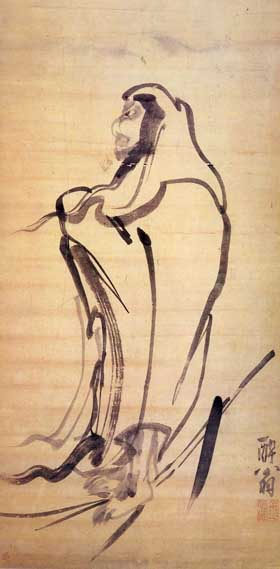
Bódhidharma překračuje řeku Jang-c’-ťiang na dutém rákosu.

Ať tak či onak někdy kolem roku 520 (vyskytují se i údaje 526 nebo 527) připlul do dnešního přístavu Kantonu (podle jiných zdrojů přešel hory). Následně putoval na sever na pozvání císaře Wu-tiho z jihočínské dynastie Liang na jeho dvůr do Nankingu (tehdejšího Ťing-kchangu), hlavního města říše. Zde vzbudil nelibost císaře Wua, když na jeho dotaz, jaké zásluhy získal zakládáním buddhistických klášterů, odpověděl, že žádné.
Rozhovor, který proběhl mezi císařem a Bódhidharmou je zaznamenán v Pi-jen-lu, jedné z nejdůležitějších sbírek zenových kóanů sestavené v 1. pol. 12. století. Jedná se o první případ pro zen typického dialogu otázek a odpovědí, v japonštině nazývaném mondó (v čínštině wen-ta). Císař vypočítal všechno, co vykonal pro rozvoj buddhismu, a zeptal se, jaké zásluhy si tím získal. Činil tak v souladu s tradiční buddhistickou představou, že postupným shromažďováním zásluh z konání dobrých skutků získá člověk v dalších životech lepší zrození a nakonec dojde k plnému probuzení - k nirváně. V tomto smyslu očekával, že Bódhidharma jeho jistě záslužnou činnost ocení. Avšak Bódhidharma odpověděl: „Vůbec žádné zásluhy!“ To otřáslo císařovou představou o buddhismu, že se zeptal: „Co je potom prvním principem posvátné doktríny?“ Bódhidharma odpověděl: „Je úplně prázdné, nic posvátného v ní není.“ „Kdo jsi potom ty,“ řekl císař, „kdo se odvažuješ před nás předstoupit?“ „Já nevím,“ odvětil Bódhidharma. Bódhidharmovu reakci je nutné chápat z hlediska buddhistického učení o prázdnotě - respektive neexistenci trvalé podstaty v jakémkoli jevu. Z pohledu této nauky nelze říci, že by cokoli mohlo mít trvalou podstatu, vše je tedy v podstatě prázdné. Proto svým způsobem neexistují žádné zásluhy a osoba, která zásluhy vykonává, žádná posvátná doktrína a ani dokonce samotný Bódhidarma. Pojmům tak neodpovídají skutečně existující jevy, pojmy jako „zásluha“, „doktrína“ jsou jen koncepty, které vytváří lidská mysl.
Popis Bódhidharmova setkání s císařem se nenachází ani v Záznamech chrámu Lo-jang z roku 547 a Životopisech nejvýznačnějších kněží od Tao-šuana z roku 645. První písemný záznam o jejich rozhovoru se objevuje až o 350 let později v Ťing-te čchuan-teng-lu z roku 1004. V době sestavení tohoto textu byla praxe čchanu v Číně již značně rozšířena. Je možné, že onen rozhovor byl fiktivní, pouze jakousi zbožnou alegorií, která měla demonstrovat specifiku zásad zenu. Opět, jak je typické pro zprávy o Bódhidharmově životě, nedostatek historických pramenů tak neumožňuje učinit jednoznačný závěr.
Když Bódhidharma pochopil, že císař Wu-ti není připraven na pochopení jeho učení, vydal se na sever do království Wej. Podle legendy měl při své cestě přeplout řeku Jang-c’-ťiang na dutém rákosu. Mistr Keizan ve svém spise Denkóroku tvrdí, že legenda je mylně chápána doslovně. „Rákos“ měla být dle něj malá loďka podobná rákosu, nikoli samotný rákos. Přesto se stal Bódhidharma stojící na plovoucím dutém rákosu oblíbeným námětem nejen čínského umění.

## Pobyt v klášteře Šao-lin

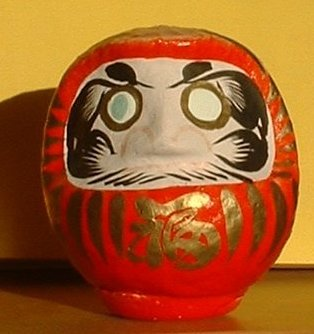
Japonská hračka Daruma s těžištěm umístěným tak, že se po převrácení vrací do vodorovné polohy.

V severním království Wej se nakonec uchýlil do šaolinského kláštera. Zde měl údajně při meditaci vsedě (zazen) v jeskyni strávit devět let „hleděním do zdi“ (pi-kuan). Suzuki se domnívá, že to nelze brát doslova a že tato formulace se týká Bódhidharmova vnitřního stavu, toho, že ze své mysli vyloučil každou myšlenku na uchopování. V důsledku této intenzivní meditační praxe mu měly nakonec ochrnout nohy. Odtud pochází symbolismus japonských loutek Darumy, které představují beznohého Bódhidharmu (podle vžité představy, že nohy mu neochrnuly, ale upadly) s těžištěm umístěným tak, že se po každém převržení znovu postaví. Populární japonská báseň o této figurce vystihující i přístup zenu zní:
„Džinsei nana korobi
Ja oki.“
„Takový je život -
sedmkrát dole,
osmkrát nahoře!“
Podle legendy si také odřízl oční víčka, když při meditaci upadl do spánku. Proto je Bódhidharma zobrazován s doširoka rozevřenýma očima. Na místě, kam dopadla jeho odříznutá oční víčka, měly vyrůst první čajové keříky. Dle tradice je od té doby čaj oblíbeným nápojem v zenových klášterech.

## Předání učení
I přes tehdejší popularitu buddhismu v Číně našel Bódhidharma pouze několik žáků. V pramenech se objevuje několik jmen jeho žáků, mezi nimiž přes různost podání má nejzásadnější postavení Chuej-kche (původním jménem Šen-kuang, asi 486–593), neboť ten zajistil pokračování zenové tradice v Číně. Kromě něj měl být Bódhidharmovým žákem jakýsi Šeng-fu, který se údajně brzy po svém zasvěcení na severu Číny přestěhoval na jih. O dalším žákovi jménem Tao-jou se říká, že spolu s Chuej-kchem studovali u Bódhidharmy pět až šest let. Tao-jou měl stejně jako Chuej-kche porozumět Cestě, ale nikdy neučil. Nakonec to byl právě Chue-kche, komu Bódhidharma předal roucho, misku své linie a, podle Tao-süana, kopii Gunabhadrova překladu Lankávatára-sútry. Předání žebrací misky a mnišského roucha se po následujících pět generací stalo symbolickým vyjádřením předání zenového patriarchátu. I když se prameny shodují v tom, že to byl Chuej-kche, komu Bódhidharma patriarchát předal, rozdílně popisují, jak k této události mělo dojít.

Chuej-kche podává Bódhidharmovi vlastní useknutou paži na důkaz svého odhodlání.

Podle nejznámějšího podání zaznamenaného ve Wu-men-kuanu, sbírky kóanů ze 13. století, Chuej-kche navštívil Bódhidharmu během jeho devítiletého ústraní v šaolinské jeskyni. Chuej-kche žádal Bódhidharmu opakovaně o poučení, byl však odmítnut. Chuej-kche se nenechal odbýt a vyčkával při meditaci vsedě ve sněhu před jeskyní doufaje, že Bódhidharmu nakonec obměkčí. Když Bódhidharma stále odmítal vyložit své učení, uřízl si levou paži a předložil ji Bódhidharmovi jako důkaz své opravdovosti. Teprve pak se Bódhidharma zeptal, čeho si žádá. „V mé mysli není klidu,“ řekl Chuej-kche. „Prosím, upokoj mou mysl.“ „Přines svou mysl sem ke mně a já ji upokojím,“ odpověděl Bódhidharma. „Ale když hledám svou mysl,“ řekl Chuej-khe, „nemohu ji najít.“ „Hle!“ odsekl Bódhidharma, „upokojil jsem tvou mysl!“ V tu chvíli dosáhl Chuej-kche probuzení (japonsky satori, čínsky tun-wu).
Podle Ťing-te čchuan-teng-lu dolehla na Bódhidharmu po devíti letech v šaolinském klášteře touha po domově a rozhodl se vrátit do Indie. Než se vydal na cestu domů, svolal své žáky, aby vyzkoušel, jak pochopili učení. Během rozhovoru vždy ocenil hloubku jejich poznání srovnáním s částmi lidského těla, přičemž postupoval od povrchu, takže morkem mínil nejhlubší pochopení. První žák na jeho dotaz odpověděl: „Jak tomu já rozumím, neměli bychom se, když chceme realizovat pravdu, zcela spoléhat na slova, ani bychom neměli slova zcela odmítat. Měli bychom je spíš používat jako nástroje na cestě.“ Bódhidharma mu odpověděl: „Pochopil jsi mou kůži.“ Jako další předstoupila mniška a pravila: „Jak já tomu rozumím, je pravda jako štěstí slibující pohled do Buddhova ráje. Můžeš se podívat jen jednou a nikdy více.“ Jí Bódhidharma odpověděl: „Pochopila jsi moje maso.“ Další žák pravil: „Čtyři velké prvky jsou prázdné a pět skandh je neexistujících. To tedy znamená, že tu není nic k pochopení.“ Nato odvětil Bódhidharma: „Pochopil jsi mé kosti.“ Když přišla řada na Chuej-kcheje, ten neřekl nic, jen se mistrovi mlčky uklonil. Jemu Bódhidharma řekl: „Pochopil jsi můj morek.“ Chuej-kche se tak stal jeho následovníkem v dharmě.
Denkóroku se zmiňuje o tom, že po devíti letech, když schopnosti Bódhidarmových žáků Tao-fua, Tao-jüho, Cchung-č’ho a Chuej-kcheho dospěly k dokonalosti, odkázal jim svou kůži, maso, kosti a morek. V následující kapitole věnované Chuej-kchemu je pak popisováno, jak se stal Bódhidharmovým nástupcem, a to opět odlišně od předchozích pramenů.
Roku 528 dorazil Chuej-kche (tehdy se ještě jmenoval Šen-kuang) podle pokynů svého učitele do kláštera Šao-lin, aby se tu setkal s Bódhidharmou. Ten jej však nevpustil dovnitř a tak Šen-kuang stál před branami v hustě padajícím sněhu. Přestože byl promrzlý na kost, vyčkal až do rána. Ráno s ním Bódhidharma nakonec promluvil, ale odmítl jej s odůvodněním, že jeho odhodlání není opravdové. Šen-kuang, aby dokázal svou opravdovost, vzal do ruky ostrý meč a uťal si levou ruku. Poté bylo Bódhidharmovi zřejmé, že tento muž má schopnosti pochopit učení, proto mu řekl: „Když dřívější buddhové hledali cestu, zapomínali pro pravou skutečnost na svá těla. Nyní sis v mé přítomnosti odťal ruku – vidím, že máš schopnost přijmout učení.“ Šen-kuang dostal nové jméno Chuej-kche, což znamená Moudrost a Schopnost, a Bódhidharma mu umožnil stát se jeho žákem. Chuej-kche zůstal v jeho učení následujících osm let. Proběhlo mezi nimi mnoho rozhovorů, při nichž však Chuej-kche stále neprokázal opravdovost svého poznání. Podle Denkóroku je v Tajuplných nápisech v komnatě zaznamenán osudový rozhovor, během něhož konečně Chuej-kche dosáhl probuzení. Jednou si Bódhidharma a Chuej-kche vyšli na vrcholek, který se jmenoval Pár příbytků. Bódhidharma se zeptal: „Kam to jdeme?“ Chuej-kche odpověděl: „Pokračujte prosím dál v cestě – tak to bude nejsnadnější.“ Bódhidharma řekl: „Pokud půjdeš dál, neuděláš ani krok.“ Když to slyšel Chuej-kche, dosáhl osvícení. Denkóroku k tomu dodává, že jednoho dne řekl Chuej-kche Bódhidharmovi: „Nejsem k ničemu připoután,“ a nakonec dosáhl bodu, kde nevyvstávají žádné pochyby. Časem mu předal Bódhidharma roucho a učení a pravil: „Tvému nitru předávám pečeť pravé skutečnosti probuzené mysli a jako svědectví pravého učení a víry ti pro záležitosti vnějšího světa předávám toto roucho.

## Bódhidharma a kung-fu
Bódhidharma je také považován za zakladatele bojového umění kung-fu. Podle některých pramenů byl Bódhidharma jako jihoindický princ vyučen indickému bojovému umění beze zbraně zvaném karapaito, jež se následně po staletích transformovalo v umění dnes známé jako kalaripayattu. Samozřejmě jako buddhistický mnich nevyučoval bojové umění, ale využil své znalosti bojových technik k tomu, aby šaolinské mnichy naučil speciální pohybové cvičení, které mělo zlepšit jejich tělesnou kondici a napomoci jejich duchovní praxi. Později se z tohoto cvičení vyvinulo bojové umění.
Tradiční čínské podání vzniku šaolinského bojového umění přisuzuje zásadní význam Bódhidharmovu devítiletému odloučení. Podle této tradice, když Bódhidharma viděl, že mniši jsou slabí a neschopní jakékoliv intenzivní činnosti, byl tím tak silně znepokojen, že se stáhl do samoty, aby o tomto problému přemýšlel. Zůstal takto izolován celých 9 let. Když vyšel ze své izolace, měl sepsány dvě knihy I-ťin-ťing (Klasická kniha o přeměně svalů a šlach) a Si-suej-ťing (Klasická kniha o čistotě kostní dřeně a mozku). Prvně jmenovaná kniha se zachovala dodnes. Cvičení v této knize jsou formou waj-tanu (zevně-vnitřní čchi-kung), což rozvíjí promoci koncentrace místní čchi a lepší cirkulaci čchi. Mnichové použili tyto metody a zjistili, že tím značně vzrostla jejich síla. Tento trénink byl zahrnut mezi formy bojového umění představoval první do té doby známé použití čchi-kungu v bojovém umění. Mniši Šao-linu nadále rozvíjeli tyto metody a došli k 5 souborům forem napodobujících pohyby zvířat s dobře známými bojovými schopnostmi, jako tygr, levhart, drak, had a jeřáb. Tato jména zvířat lze i dnes najít ve stylech kung-fu.

## Závěr života
Podle Tao-süanova Ťing-te čchuan-teng-lu krátce poté, co Bódhidharma předal svoji linii Chuej-kcheovi, umírá pátého dne desátého měsíce roku 528 otráven žárlivým mnichem. Je třeba poznamenat, že ve svých předchozích životopisech Bódhidharmy Tao-süan tyto podrobnosti neuvádí, pouze se zmiňuje o tom, že Bódhidharma zemřel na březích řeky Luo a neuvádí ani datum ani příčinu smrti. Bódhidharmovy ostatky měly být pohřbeny poblíž Luo-jangu v chrámu Tinglin na hoře Medvědí ucho.
Tím však příběh nekončí. Asi tři roky poté potkal na své cestě domů Bódhidharmu v horách Turkestánu poutník Sung Jün, který se vracel z Indie, odkud přinášel do Číny texty súter. Bódhidharma, který měl obutý pouze jeden sandál, řekl poutníkovi, že se vrací domů do Indie. V Číně bude pokračovat v jeho tradici čínský následovník v dharmě. Po svém návratu do Číny vyprávěl Sung Jün o tomto setkání Bódhidharmovým žákům. Ti nakonec otevřeli jeho hrob a nalezli ho prázdný - až na jeden patriarchův sandál. Od té doby je Bódhidharma často zobrazován s tyčí, na níž visí chybějící sandál.
Podle Denkóroku poté, co předal dharmu Chuej-kcheovi, dospěl Bódhidharma k závěru, že tím se jeho úkol splnil. Prohlásil, že jeho cesta je u konce a měl by nyní odejít. Jak řekl, tak i učinil. Usedl do meditační pozice a zemřel. Později byl spálen na hoře Medvědího ucha. Mistr Keizan dodává, že se traduje, že jej spatřil muž jménem Sung Jün v horách Su, nicméně pravdou je, že byl spálen na hoře Medvědího ucha.